# 武蔵野市立井之頭小学校
武蔵野市立井之頭小学校（むさしのしりついのかしらしょうがっこう）は、東京都武蔵野市にある小学校。

## 沿革
- 1955年4月1日、創設。
- 1956年3月3日、校歌制定。